# Diecezja Tubarão
Diecezja Tubarão – diecezja rzymskokatolicka w Brazylii, erygowana w 1954 roku bullą papieża Piusa XII.

## Biskupi diecezjalni
- Anzelm Pietrulla O.F.M. (1955–1981)
- Osório Bebber, O.F.M. Cap. (1981–1992)
- Hilário Moser, S.D.B. (1992–2004)
- Jacinto Bergmann (2004–2009)
- Wilson Tadeu Jönck (2010-2011)
- João Francisco Salm (2012–2022)
- Adilson Pedro Busin (od 2023)